# Quận Ontario, New York
Quận Ontario (tiếng Anh: Ontario County) là một quận trong tiểu bang New York, Hoa Kỳ. Quận lỵ là thành phố Canandaigua 6. Theo điều tra dân số năm 2000 của Cục điều tra dân số Hoa Kỳ, quận này có dân số 100.224 người 2.
Quận Ontario thuộc khu vực thống kê dân số đô thị Rochester, NY.